# Platymorpha smaragdipennis
Platymorpha smaragdipennis es una especie de insecto coleóptero de la familia Chrysomelidae.
Fue descrita científicamente en 1879 por Jacoby a partir de un espécimen de Guatemala.